# Dave Engle
Pour les articles homonymes, voir Engle.
Ralph David Engle (né le 30 novembre 1956 à San Diego, Californie, États-Unis) est un receveur de baseball ayant joué dans les Ligues majeures de 1981 à 1989.

## Carrière
Dave Engle est drafté au troisième tour par les Angels de la Californie en 1978. Alors qu'il évolue en ligues mineures, il est l'un des quatre joueurs échangé par les Angels le 3 février 1979 pour acquérir la vedette des Twins du Minnesota, Rod Carew.
Engle fait ses débuts dans les majeures avec Minnesota le 14 avril 1981. Il se distingue durant la saison 1983 avec une moyenne au bâton de ,305 en 120 parties jouées. Il frappe un record personnel de 114 coups sûrs cette année-là et totalise 43 points produits, un autre sommet dans sa carrière. Cette performance vaut à Engle une invitation à la mi-saison 1984 au match des étoiles du baseball majeur. Il demeure chez les Twins jusqu'en 1985, après quoi une transaction l'envoie aux Tigers de Detroit.
Après une saison 1986 avec les Tigers, il se joint aux Expos de Montréal, où il est receveur substitut pendant deux ans. Sa carrière prend fin en 1989 après quelques parties jouées pour les Brewers de Milwaukee. Il se retire avec une moyenne au bâton de ,262 en 594 parties dans les Ligues majeures, 431 coups sûrs, 31 coups de circuit, 181 points produits et 201 points marqués.
Après la saison 1984, Engle a rarement été employé comme receveur, étant plus souvent affecté aux postes de joueur de champ extérieur ou de premier but. La raison fut sa grande difficulté à remettre correctement la balle à son lanceur après un tir de ce dernier. L'étrange problème d'Engle, appelé « yips » par les psychologues du sport, aurait son origine dans un incident survenu avant un match lors d'un échauffement : en retournant avec trop de force la balle au lanceur, il brisa malencontreusement le nez de celui-ci. Par la suite, les relais d'Engle au lanceur durant les parties devinrent beaucoup plus lents, avec une courbe plus prononcée. Un blocage psychologique qu'il ne parvint à résoudre l'empêchait d'accélérer son geste. Les coureurs adverses en tirèrent profit : Alfredo Griffin, des Blue Jays de Toronto, réussit même à voler un but pendant que le receveur semblait incapable de retourner la balle au monticule.